# Fuseta
Fuseta, älter auch Fuzeta, ist ein Ort und eine ehemalige Gemeinde an der Algarveküste im Süden Portugals.

## Geschichte

Platz der Republik, Panorama

Vermutlich zum Ende der Reconquista im Hochmittelalter war hier mit der Atalaia de Bias oder auch Torre de Bias eine erste, der Küste vorgelagerte Verteidigungsanlage entstanden, möglicherweise bereits im 11. oder 12. Jahrhundert. Sie erfuhr danach mehrfach Erweiterungen, Zerstörungen und Umbauten, insbesondere im 16. Jahrhundert.
Die heutige Gemeinde entstand vermutlich im 15. Jahrhundert, als sich Fischer der Region hier dauerhaft ansiedelten, nachdem sie zuvor nur einfache Hütten aufgestellt hatten, um hier saisonal Fischfang zu betreiben. So sollen es Fischer von hier gewesen sein, die mit João Vaz Corte-Real um 1500 Neufundland neu entdeckten, und vorher bereits die Stockfisch-Fischerei in den Gewässern im Norden Europas betrieben, die Pesca do Bacalhau.
Die älteste gesicherte Erwähnung des Ortes stammt aus dem Jahr 1572, damals noch als Fozeta. Dieser ursprüngliche Ortsname ist eine Verkleinerungsform von Foz (port. für Mündung), und bezog sich auf einen kleinen, hier mündenden Fluss Tronco.
1784 wurde die Gemeinde Fuseta eigenständig, durch Ausgliederung aus der Gemeinde Moncarapacho. Später erfolgte die Erhebung zur Kleinstadt (Vila).
Seit der Gebietsreform 2013 bildet Fuseta mit Moncarapacho zusammen die Gesamtgemeinde Moncarapacho e Fuseta.

## Verwaltung
Fuseta war Sitz einer gleichnamigen Gemeinde (Freguesia) im Kreis von Olhão im Distrikt Faro. Die Gemeinde hatte 1917 Einwohner und eine Fläche von 0,36 km² (Stand 30. Juni 2011).
Die Gemeinde setzte sich aus zwei Orten zusammen:
- Fuseta
- Ilha da Fuseta

Im Zuge der Gebietsreform in Portugal am 29. September 2013 wurden die Gemeinden Fuseta und Moncarapacho zur neuen Gemeinde União das Freguesias de Moncarapacho e Fuseta zusammengeschlossen.

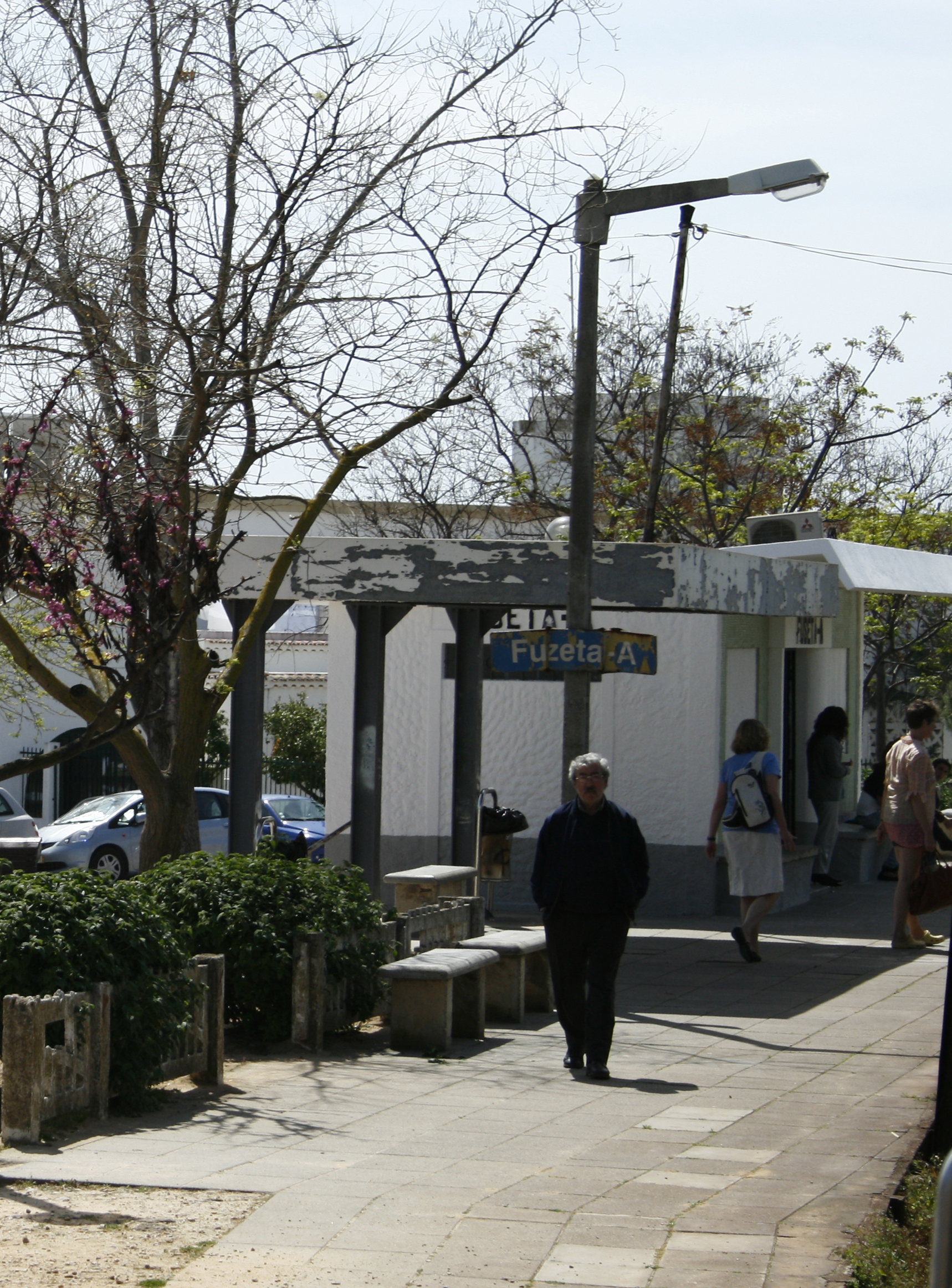
Der Haltepunkt Fuzeta-A

## Verkehr
Der erste Bahnhof von Fuzeta an der Eisenbahnlinie Linha do Algarve wurde am 1. September 1904 eröffnet. Mit dem Bahnhof Fuseta-Moncarapacho und der Haltestelle Fuzeta-A verfügt die Gemeinde über zwei Haltepunkte der Bahnlinie.
Die nächste Fernstraßenzufahrt ist die Anschlussstelle Nr. 15 der Autobahn A22 im etwa 5 km nördlich gelegenen Moncarapacho. Über die nahe Nationalstraße N125 ist Fuseta zudem in das Straßennetz der Algarve eingebunden.

## Fuseta in der Literatur
Der deutsche Autor Holger Karsten Schmidt schuf unter seinem Pseudonym Gil Ribeiro eine Krimiserie, die hier spielt. Der erste Band erschien 2017 unter dem Titel Lost in Fuseta, der für das Fernsehen verfilmt wurde.